# Naivisme
Naivisme er en samlende betegnelse for flere retninger i 1900-tallets malerkunst, der tilstræber en vis barnlighed ved at efterligne børnetegninger og ved at se stort på perspektiv og anvende mange detaljer i billederne.
Naivismen fortsætter traditioner i folkekunsten, og der er ingen akademiske traditioner. Til naivismen hører også nogle amatører eller søndagsmalere.
Naivismen som kunstretning er en bevidst udtryksform, der blev skabt af Henri Rousseau. Stilen har været dyrket i Østeuropa, i Frankrig, Louis Vivin og i Sverige, Eric Hallström. I Ukraine er Marija Prymatjenko den mest fremtrædende eksponent for stilretningen. I den danske naivisme er Hans Scherfigs dyremotiver fremtrædende indenfor genren.
Naivistiske tendenser kan også spores hos kunstnere som Pablo Picasso og Henry Heerup.